# Киберкраш
«Киберкраш» (кит. 你微笑時很美, также известный как Влюбиться в твою улыбку) — китайский веб-сериал в жанре романтической комедии 2021 года с Сюй Каем и Чэн Сяо в главных ролях.

## Сюжет
В сериале рассказывается об отношениях Лу Сы Чена (Сюй Кай) и Тун Яо (Чэн Сяо), двух профессиональных геймеров. Девушка, занимающаяся киберспортом, которая клянётся никогда не вступать в отношения с кем-то из той же сферы деятельности, привлекает внимание капитана после того, как попадает в его элитную команду. Тун Яо со своими выдающимися навыками игры стремительно входит в профессиональный круг киберспорта, получив приглашение в элитную команду ZGDX и став первой официальной кибер-спортсменкой в профессиональной лиге Китая. Однако столкнувшись с сомнениями в своём профессионализме, ей приходится преодолевать трудности с настойчивостью и поддержкой своих товарищей по команде, чтобы наконец прервать шестилетнюю серию поражений команды китайской Лиги и реализовать свою мечту.

## В ролях

### В главных ролях
- Сюй Кай в роли Лу Сы Чена, капитана и стрелка команды ZGDX.
- Чэн Сяо в роли Тун Яо, мид (игрок средней линии) команды ZGDX.

### Второстепенные роли

#### Команда ZGDX
- Яо Чи - Лу Юэ, запасной мид и младший брат Лу Сы Чэна.
- Мерсат - Ю Мин, тренер команды.
- Сяо Кайчжун - Лао Мао, топ (игрок верхней линии) команды.
- Гао Хань - Лао Кей, лесник команды.
- Сунь Кай - Сяо Пан (толстяк), саппорт команды.
- Цуй Шаоян - Сяо Жуй, менеджер команды.

#### Команда YQCB
- Чжоу Ижань - Ай Цзя, мид команды YQCB и парень Чэнь Цзинь Ян.
- Ван Ицзюнь - Ли Чон Хёк / Цзяо Хуан / Иерофант, бывший стрелок команды TAT, а ныне стрелок команды YQCB, как и Лу Сы Чэн считается лучшим стрелком.
- Гоучэнь Хаоююй - Лян Шэн, капитан и саппорт команды.
- Сюн Аобо - Цзинь Энь Шо, лесник команды.
- Лю Цзиньюй - Жун Жун, топ команды.

## Трансляция
Премьера на материковом Китае состоялась 23 июня 2021 года на платформах Youku и Tencent Video, а на Тайване — в этот же день на сервисах WeTV и LINE TV. В России премьера на федеральном телевидении состоялась 5 октября 2022 года на телеканале 2x2 в озвучке студии «РуАниме», подразделении Dentsu Entertainment Eurasia Partners.

## Справка
Игра, в которую играю герои дорамы это Onmyoji Arena. Похожие игры League of Legends и Dota. Соответственно, в сериале используется терминологию данной игры.